# Окампос, Сантьяго
Сантьяго Окампос Ибарра (исп. Santiago Ocampos Ibarra; род. 22 января 2002, Сан-Лоренсо, Сентраль) — парагвайский футболист, защитник клуба «Фламенго».

## Клубная карьера
Окампос — воспитанник клуба «Спортиво Лукеньо». В возрасте 16 лет он присоединился к молодёжной команде итальянского «Ювентуса». Летом 2020 года Окампос подписал контракт с иерусалимским «Бейтаром». 31 октября в матче против столичного «Хапоэля» он дебютировал в чемпионате Израиля. В начале 2022 года Окампос перешёл в бразильский «Фламенго», подписав контракт на два года.

## Международная карьера
В 2019 году в составе юношеской сборной Парагвая Окампос принял участие в юношеском чемпионате Южной Америке в Перу. На турнире он сыграл в матчах против команд Колумбии, Эквадора, Бразилии и Уругвая.
В том же году Окампос принял участие в юношеском чемпионате мира в Бразилии. На турнире он сыграл в матчах против команд Мексики, Соломоновых Островов, Аргентины и Нидерландов.